# Stratzing
Stratzing er en kommune med 809 indbyggere i Niederösterreich i Østrig.
I 1988 blev der ved udgravning af en oldtidsboplads på Galgenberg fundet den hidtil ældste kvindestatuette. Den stammer fra ca. 30.000 f.Kr. og kaldes Venus fra Galgenberg.